# Dora Trepat de Navarro
Dora Trepat de Navarro (1910 – 1971) va ser una jugadora d'escacs argentina. Va ser vuit vegades guanyadora del Campionat d'escacs femení de l'Argentina (1938, 1939, 1940, 1941, 1942, 1959, 1960, 1964) i un cop participant al Campionat del món femení (1939).

## Biografia i resultats destacats en competició
Dora Trepat de Navarro va començar a jugar als escacs al club d'escacs de Buenos Aires Club de Ajedrez Jaque Mate de la Capital Federal. De 1935 a 1939 i des de 1954 va treballar com a instructora d'escacs al club San Lorenzo de Almagro. Des de finals de la dècada de 1930 fins a principis de la dècada de 1960, Dora Trepat va ser una de les principals jugadores d'escacs argentines.
El 1938 va guanyar el primer campionat femení de l'Argentina. L'any 1939 va participar en el Campionat del món femení a Buenos Aires i va ocupar la 12a posició (el torneig va ser guanyat per Vera Menchik). Va ocupar dues vegades la 3a posició als Tornejos Zonals de l'Amèrica del Sud, classificatoris pel Campionat del Món d'escacs femení (1954, 1966). L'any 1964, Dora Trepat de Navarro va guanyar per última vegada el campionat d'escacs femení de l'Argentina.